# Agathidium vaderi
Agathidium vaderi – gatunek chrząszcza z rodziny grzybinkowatych (Leiodidae). Występuje na wschodzie Stanów Zjednoczonych, stwierdzono go w górzystych rejonach stanów Karolina Północna, Tennessee i Georgia. Opisali go w 2005 roku amerykańscy entomolodzy Kelly B. Miller i Quentin D. Wheeler. Ze względu na hełmowatą głowę chrząszcza autorzy nazwali go na cześć Dartha Vadera z sagi filmowej Gwiezdne wojny. Długość ciała 2,59–3,24 mm.